# Primera División 1997-1998 (Spagna)
La Primera División 1997-1998 è stata la 67ª edizione della massima serie del campionato spagnolo di calcio, disputato tra il 31 agosto 1997 e il 15 maggio 1998 e concluso con la vittoria del Barcellona, al suo quindicesimo titolo.
Capocannoniere del torneo è stato Christian Vieri (Atlético Madrid) con 24 reti.

## Stagione

### Avvenimenti

Christian Vieri dell'Atlético Madrid (a destra), Pichichi del campionato.

Il torneo venne dominato dal Barcellona, che già alla seconda giornata risultava unica squadra a punteggio pieno; a tentare di contrastare i Blaugrana fu il Real Madrid, che riuscì solamente ad agganciare i rivali alla tredicesima giornata e a condividere il comando della classifica per un paio di giornate. Recuperato il primato solitario, durante il girone di ritorno il Barça incrementò gradualmente il proprio vantaggio sulle Merengues passando dal +4 al giro di boa fino al +14 a cinque turni dalla conclusione, distacco che permise ai Blaugrana di festeggiare il quindicesimo titolo con quattro gare di anticipo.
Nelle giornate conclusive del campionato, il Real Madrid andò incontro a una flessione che favorì l'ascesa al podio dell'Athletic Bilbao, qualificato per la Champions League, e della Real Sociedad, terza per effetto dei una miglior differenza reti a parità delle discriminanti legate agli scontri diretti. La successiva vittoria nella massima competizione continentale da parte del Real Madrid e l'accesso in Coppa delle Coppe del Maiorca finalista in Coppa del Re diedero al Real Betis e all'Atlético Madrid il diritto di accedere alla Coppa UEFA: in particolare, i colchoneros riuscirono a recuperare quella qualificazione sfumata all'ultima giornata, per via dello svantaggio negli scontri diretti nei confronti di Maiorca e Celta Vigo.
La bagarre in zona retrocessione, accesa fino alla seconda metà del girone di ritorno, vide Real Oviedo e Compostela occupare i due posti validi per i play-out con i primi che approfittarono di un calo del CP Mérida e i secondi sopravanzati dal Tenerife. Nei successivi incontri, il Villarreal condannò il Compostela al declassamento grazie alla regola dei gol fuori casa mentre il Real Oviedo sconfisse all'andata il Las Palmas per 3-0, mettendosi al riparo da un tentativo di rimonta degli avversari sul ritorno. Assieme al CP Mérida, sul campo era retrocesso lo Sporting Gijón, che pose fine a una permanenza di 21 anni consecutivi in massima serie disputando un campionato in cui batté svariati record negativi come il minor numero di punti ottenuti e il maggior numero di sconfitte consecutive incassate da una squadra in Primera División.

## Classifica finale
|       | Pos. | Squadra             | Pt | G  | V  | N  | P  | GF | GS | DR  |
| ----- | ---- | ------------------- | -- | -- | -- | -- | -- | -- | -- | --- |
|       | 1.   | Barcellona          | 74 | 38 | 23 | 5  | 10 | 78 | 56 | +22 |
|       | 2.   | Athletic Bilbao     | 65 | 38 | 17 | 14 | 7  | 52 | 42 | +10 |
|       | 3.   | Real Sociedad       | 63 | 38 | 16 | 15 | 7  | 60 | 37 | +23 |
| [ 3 ] | 4.   | Real Madrid         | 63 | 38 | 17 | 12 | 9  | 63 | 45 | +18 |
| [ 4 ] | 5.   | Maiorca             | 60 | 38 | 16 | 12 | 10 | 55 | 39 | +16 |
|       | 6.   | Celta Vigo          | 60 | 38 | 17 | 9  | 12 | 54 | 47 | +7  |
|       | 7.   | Atlético Madrid     | 60 | 38 | 16 | 12 | 10 | 79 | 56 | +23 |
|       | 8.   | Real Betis          | 59 | 38 | 17 | 8  | 13 | 49 | 50 | -1  |
|       | 9.   | Valencia            | 55 | 38 | 16 | 7  | 15 | 58 | 52 | +6  |
|       | 10.  | Espanyol            | 53 | 38 | 12 | 17 | 9  | 44 | 31 | +13 |
|       | 11.  | Real Valladolid     | 50 | 38 | 13 | 11 | 14 | 36 | 47 | -11 |
|       | 12.  | Deportivo La Coruña | 49 | 38 | 12 | 13 | 13 | 44 | 46 | -2  |
|       | 13.  | Real Saragozza      | 48 | 38 | 12 | 12 | 14 | 45 | 53 | -8  |
|       | 14.  | Racing Santander    | 45 | 38 | 12 | 9  | 17 | 46 | 55 | -9  |
|       | 15.  | Salamanca           | 45 | 38 | 12 | 9  | 17 | 46 | 46 | 0   |
|       | 16.  | Tenerife            | 45 | 38 | 11 | 12 | 15 | 44 | 57 | -13 |
|       | 17.  | Compostela          | 44 | 38 | 11 | 11 | 16 | 56 | 66 | -10 |
|       | 18.  | Real Oviedo         | 40 | 38 | 9  | 13 | 16 | 36 | 51 | -15 |
|       | 19.  | CP Mérida           | 39 | 38 | 9  | 12 | 17 | 33 | 53 | -20 |
|       | 20.  | Sporting Gijón      | 13 | 38 | 2  | 7  | 29 | 31 | 80 | -49 |

Legenda:
      Campione di Spagna ed ammessa alla fase a gironi UEFA Champions League 1998-1999
      Qualificata alla UEFA Champions League 1998-1999
      Qualificata alla Coppa delle Coppe 1998-1999
      Qualificata alla Coppa UEFA 1998-1999
      Ammesse alla Coppa Intertoto 1998
  Partecipa allo spareggio interdivisionale.
      Retrocesse in Segunda División 1998-1999
Regolamento:
Tre punti a vittoria, uno a pareggio, zero a sconfitta.
In caso di arrivo di due o più squadre a pari punti, la graduatoria verrà stilata secondo la classifica avulsa tra le squadre interessate che prevede, in ordine, i seguenti criteri:
- Punti negli scontri diretti.
- Differenza reti negli scontri diretti.
- Regola dei gol fuori casa negli scontri diretti.
- Differenza reti generale.
- Reti realizzate in generale.

## Spareggi

### Play-out
|             | Risultati |             | Luogo e data                               |
| ----------- | --------- | ----------- | ------------------------------------------ |
| Villarreal  | 0-0       | Compostela  | Villarreal, 21 maggio 1998                 |
| Compostela  | 1-1 (gfc) | Villarreal  | Santiago di Compostela, 24 maggio 1998     |
|             |           |             |                                            |
| Real Oviedo | 3-0       | Las Palmas  | Oviedo, 22 maggio 1998                     |
| Las Palmas  | 3-1       | Real Oviedo | Las Palmas de Gran Canaria, 25 maggio 1998 |
|             |           |             |                                            |

## Statistiche

### Squadre

#### Capoliste solitarie
|    | ——         | ——         | ——         | ——         | ——         | ——         | ——         | ——         | ——         | ——         | ——         | ——  | ——  | ——  | ——         | ——         | ——         | ——         | ——         | ——         | ——         | ——         | ——         | ——         | ——         | ——         | ——         | ——         | ——         | ——         | ——         | ——         | ——         | ——         | ——         | ——         | ——         | —— |  |
|    | Barcellona | Barcellona | Barcellona | Barcellona | Barcellona | Barcellona | Barcellona | Barcellona | Barcellona | Barcellona | Barcellona |     |     |     | Barcellona | Barcellona | Barcellona | Barcellona | Barcellona | Barcellona | Barcellona | Barcellona | Barcellona | Barcellona | Barcellona | Barcellona | Barcellona | Barcellona | Barcellona | Barcellona | Barcellona | Barcellona | Barcellona | Barcellona | Barcellona | Barcellona | Barcellona |    |  |
|    |            |            |            |            |            |            |            |            |            |            |            |     |     |     |            |            |            |            |            |            |            |            |            |            |            |            |            |            |            |            |            |            |            |            |            |            |            |    |  |
|    |            |            |            |            |            |            |            |            |            |            |            |     |     |     |            |            |            |            |            |            |            |            |            |            |            |            |            |            |            |            |            |            |            |            |            |            |            |    |  |
| 1ª | 2ª         | 3ª         | 4ª         | 5ª         | 6ª         | 7ª         | 8ª         | 9ª         | 10ª        | 11ª        | 12ª        | 13ª | 14ª | 15ª | 16ª        | 17ª        | 18ª        | 19ª        | 20ª        | 21ª        | 22ª        | 23ª        | 24ª        | 25ª        | 26ª        | 27ª        | 28ª        | 29ª        | 30ª        | 31ª        | 32ª        | 33ª        | 34ª        | 35ª        | 36ª        | 37ª        | 38ª        |    |  |

#### Primati stagionali
Squadre
- Maggior numero di vittorie: Barcellona (23)
- Minor numero di sconfitte: Athletic Bilbao, Real Sociedad (7)
- Migliore attacco: Atlético Madrid (79)
- Miglior difesa: Espanyol (31)
- Miglior differenza reti: Real Sociedad, Atlético Madrid (+23)
- Maggior numero di pareggi: Racing Santander (19)
- Minor numero di pareggi: Barcellona (5)
- Maggior numero di sconfitte: Sporting Gijón (29)
- Minor numero di vittorie: Sporting Gijón (2)
- Peggior attacco: Sporting Gijón (31)
- Peggior difesa: Sporting Gijón (80)
- Peggior differenza reti: Sporting Gijón (-49)

### Individuali

#### Classifica marcatori
| Gol | Rigori |  | Giocatore          | Squadra          |
| --- | ------ |  | ------------------ | ---------------- |
| 24  | 2      |  | Christian Vieri    | Atlético Madrid  |
| 19  | 2      |  | Rivaldo            | Barcellona       |
| 18  |        |  | Luis Enrique       | Barcellona       |
| 17  | 4      |  | Darko Kovačević    | Real Sociedad    |
| 16  | 5      |  | Ljuboslav Penev    | Compostela       |
| 15  | 1      |  | Fernando Correa    | Racing Santander |
| 15  | 1      |  | Pauleta            | Salamanca        |
| 13  | 3      |  | Gabriel Amato      | Mallorca         |
| 13  | 3      |  | Juan Esnáider      | Espanyol         |
| 13  | 3      |  | Alen Peternac      | Real Valladolid  |
| 12  |        |  | Adrian Ilie        | Valencia         |
| 12  | 6      |  | Meho Kodro         | Tenerife         |
| 12  |        |  | Claudio López      | Valencia         |
| 12  |        |  | Fernando Morientes | Real Madrid      |
| 11  | 1      |  | Joseba Etxeberria  | Athletic Bilbao  |